# Кулинка
Кули́нка — село в Україні, у Верхнянській сільській територіальній громаді Калуського району Івано-Франківської області.

## Географія
Селом протікає потік Велопунець.

## Історія
На карті фон Міга (Arnold Friedrich von Mieg) 1779-1783 рр. [Архівовано 15 січня 2020 у Wayback Machine.] на території села позначена пасіка. І досі в селі ідеальні умови для пасічництва.
За переписом 1900 року село Кулинка налічувало 33 житлові будинки і 216 жителів, належало до гміни (самоврядної громади) Станькова Калуського повіту.
На 01.01.1939 Кулинка була присілком Станькови (належала до ґміни Вєрхня Калуського повіту), проживало 380 мешканців (330 українців і 50 польських колоністів).
Після приєднання Західної України до СРСР село ввійшло 17 січня 1940 р. до новоутвореного Войнилівського району.
21.09.1946 тут поліг поручник УПА Євген Музичка «Середний».
12 червня 1951 р. під приводом попереднього злиття колгоспів у колгосп «Червона Зірка» Войнилівський райвиконком рішенням № 320 ліквідував Кулинківську сільраду з приєднанням до Зборівської сільради.

## Соціальна сфера

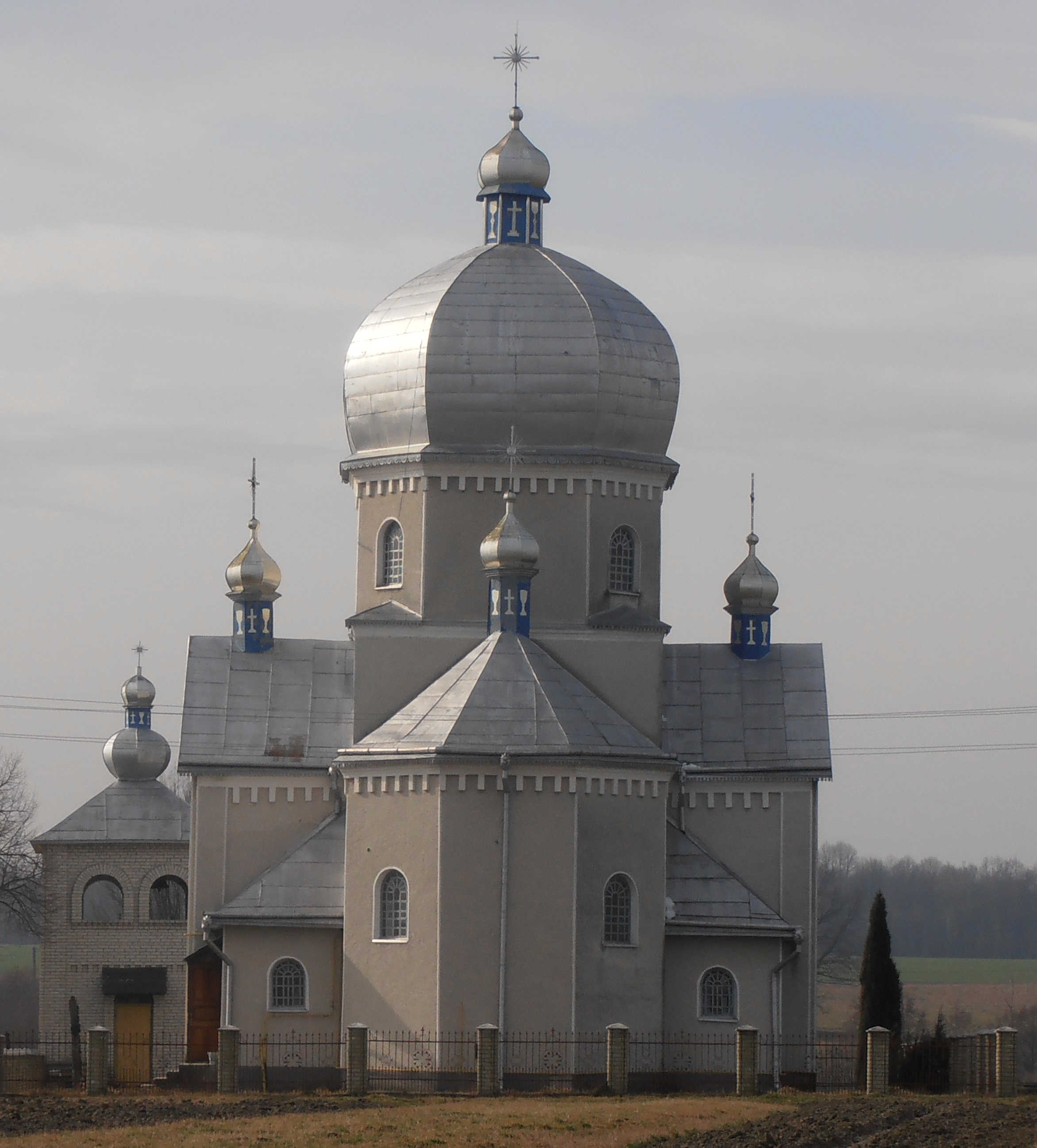
Нова церква

Церква Богоявлення Господнього (храмове свято 19 січня) збудована 1865 року. Австрійська армія конфіскувала в серпні 1916 р. у кулинківській церкві 3 давні дзвони діаметром 38, 32, 31 см, вагою 28, 16, 15 кг. Після війни польська влада отримала від Австрії компенсацію за дзвони, але громаді села грошей не перерахувала. Народний дім, бібліотека, ФАП, 86 дворів, 300 мешканців.

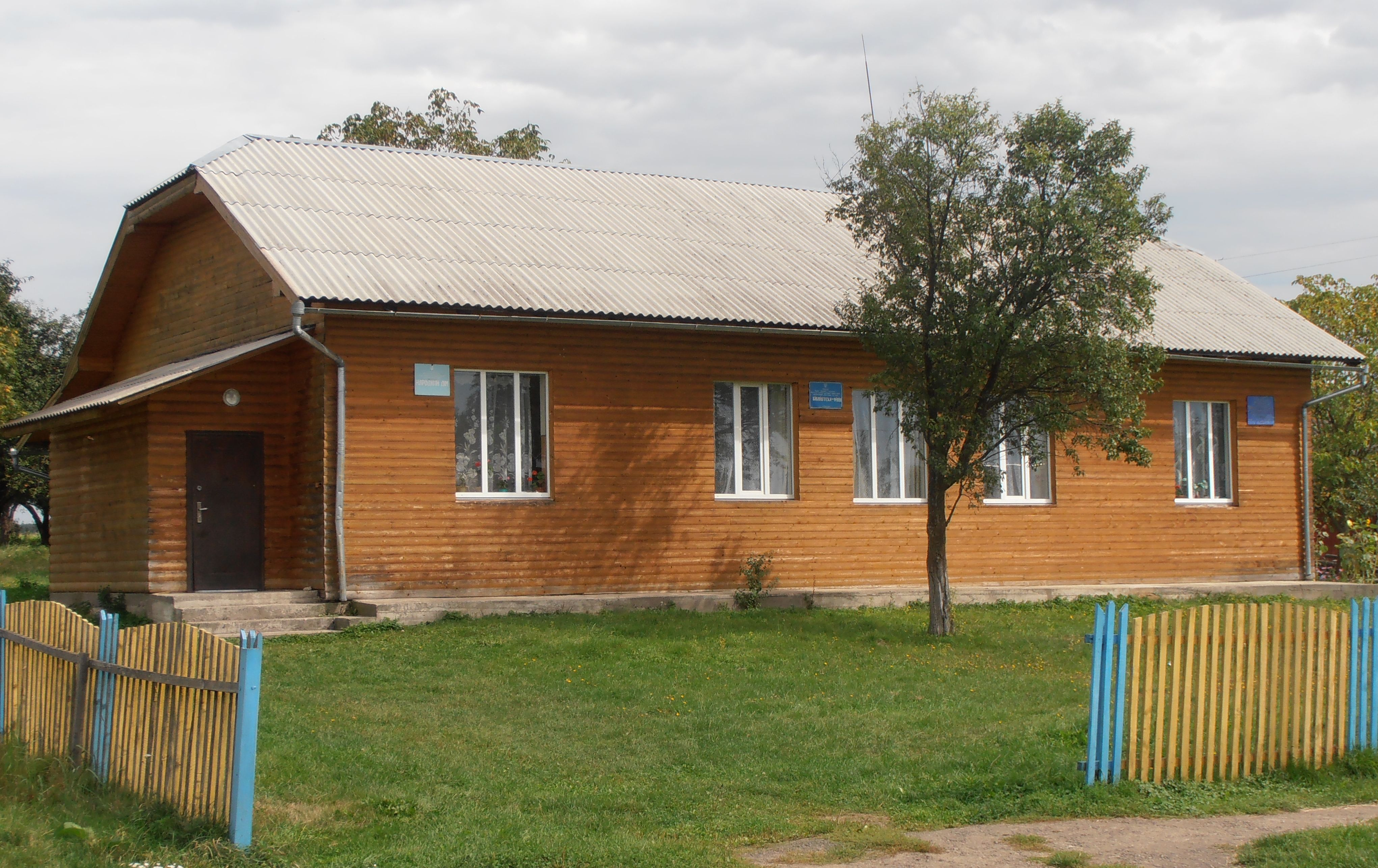
Народний дім, Бібліотека, ФАП

Село не має власної сільської ради та школи. Підпорядковується сільській раді с. Збора. Учні навчаються в Загальноосвітній школі І-ІІ ступенів с. Збора.

## Вулиці
У селі є вулиці:
- Буковинська
- Дружби
- Зелена
- Нова
- Підлісна